# Aleksandr Odóyevski
El príncipe Aleksandr Ivánovich Odóyevski (en ruso: Алекса́ндр Ива́нович Одóевский, San Petersburgo, 8 de diciembre de 1802 - fuerte de Lázarevskoye, Sochi), fue un oficial y poeta ruso. 

## Biografía
Nació en una familia de kniaz de origen rúriko, la rama de duques de Novosil surgidos de los príncipes de Chernígov, que le dieron una excelente educación, sobre todo en literatura. Es hijo del príncipe Iván Serguéievich Odóyevski (1769-1839), militar de carrera, y de su primera esposa la princesa Praskovia Aleksándrovna Odóyevskaya. Su primo hermano Vladímir Odóyevski, huérfano, se educó con él. En 1821, entra en el regimiento de la Guardia Montada. Inicia una amistad con Kondrati Ryléyev, Aleksandr Bestúzhev y Aleksandr Griboyédov. Se une al complot decembrista en invierno de 1824-1825 y participa en la insurrección de la Plaza del Senado de San Petersburgo el 14 de diciembre de 1825. A continuación, sería encarcelado en la fortaleza de San Pedro y San Pablo. Condenado a quince años de exilio en Siberia, pasa el primer año en Chitá, y luego cerca del lago Baikal. En 1833, es trasladado a una colonia cercana a Irkutsk y después a la provincia de Tobolsk. Escribió en ese periodo diferentes poemas de los que Domingo (1826) y Sueño de un poeta (1828), Trizna (1828), en el que justifica su decembrismo, así como otros dedicados a la memoria de Dmitri Venevítinov, Griboyédov, en su Elegía (1829), relata su reflexión sobre el sentido y el diseño de su lucha.
En 1837, el Emperador reduce su pena y ordena su integración en el Regimiento de Dragones en servicio en el Cáucaso, donde se reencuentra con Mijaíl Lérmontov y Nikolái Ogariov. Fallece dos años después de su liberación por causa de la malaria; no se sabe dónde está su tumba. Lérmontov le dedicó un poema Pámiati A. I. O.: "Ya znal egó: my stránstvovali s nim" ("A la memoria de A.I.O.": «Yo lo conocía: nomadeamos con él...»; "Памяти А. И. О. : «Я знал его: мы странствовали с ним...»")
El periódico Iskra (chispa, en ruso) utilizó como lema un verso del poema que Odóyevski escribió como respuesta al poema de Aleksandr Pushkin que este había dirigido a los Decembristas hechos prisioneros en Siberia. Puskin había entregado su poema en mano a la mujer del decembrista Nikita Muraviov, Aleksandra Muraviova, durante su paso por Moscú camino de Siberia donde se reuniría con su marido. El verso dice «De una chispa prenderá el fuego» («Из искры возгорится пламя»).

## Obras (selección)
- Medianoche (1826)
- Elegía (1829)
- Vasilko (1830)